# 莊益增
莊益增（ 英語：Cres Chuang，1966年1月21日—），台灣電影導演，從事電影、紀錄片、戲劇的導演、編劇、演出、製作、剪輯、攝影工作。

## 生平簡介
屏東縣人，畢業於國立台灣大學哲學系，畢業後曾回到老家香蕉田幫農兩年。退伍後重新考取國立台灣師範大學英語系，並分發到台北縣石碇國中當實習英文老師。2000年與相識多年的顏蘭權結婚。

## 作品

### 紀錄電影
- 2002年 《選舉狂想曲》─擔任導演、攝影、錄音。
- 2003年 《拜託拜託》─擔任導演。
- 2004年 《無米樂》─擔任導演、攝影。
- 2010年 《牽阮的手》─擔任導演、製片、編劇、旁白（歷史旁白）、剪輯。

### 劇情電影
- 2017年《大佛普拉斯》[3] ─飾演「菜埔」。
- 2018年《釘子花》─飾演 主角阿堂
- 2020年《馗降：粽邪2》─飾演 鎮民
- 2020年《消失的情人節》─飾演 照相館老闆
- 2020年《同學麥娜絲 》─飾演 大仙
- 2022年《動物感傷の清晨 》─飾演
- 2023年《老狐狸 》─飾演 趙仔

### 電視劇
- 2018年《台北歌手》─飾演 簡吉
- 2019年《鏡子森林》─飾演 林朝輝
- 2020年《國際橋牌社》─飾演 老許
- 2020年《返校》─飾演 程父
- 2020年《戒指流浪記》─飾演 郭宗方的父親

### 電視電影
- 2019年《青春魯蛇物語》─飾演「阿良」
- 2021年《茶室阿金在室男》─飾演「土龍師」
- 2022年《光榮之路》─飾演「吳光榮」
- 2023年《夜盲》─飾演「大伯」

### 短片
- 2014年高雄拍《大佛》─飾演 菜圃
- 2018年高雄拍《小死亡》─飾演 老公
- 2020年高雄拍《貓與蒼蠅》─飾演 莊仔

## 外部連結
- 莊益增在互联网电影资料库（IMDb）上的資料（英文）
- 莊益增在台灣電影網上的資料（繁體中文）